# Federação Internacional de Universidades Católicas
A Federação Internacional de Universidades Católicas é uma instituição que tem por finalidade contribuir para o progresso  do saber e para a elaboração de um mundo mais justo e mais humano, à luz da fé cristã e graças ao espírito do  Evangelho (Art. 2º dos Estatutos)

## História
Foi fundada em 1924 por iniciativa da Universidade Católica do Sagrado Coração (Milão, Itália) e da Universidade Católica de Nimega (Nimega, Holanda). Foi estabelecida por decreto da Santa Sé em 1948 e reconhecida pelo Papa Pio XII em 1949 e reconhecida pela UNESCO em 1967.